# Mouse Trap
Mouse Trap is een arcadespel uit 1981 ontwikkeld door Exidy. Het heeft grote overeenkomsten met Pac-Man. Het spel werd geporteerd naar ColecoVision, Intellivision en Atari 2600.

## Spelverloop
De speler dient een muis door een doolhof te leiden gevuld met kaasblokjes en enkele hondenkoekjes. In het doolhof bevinden zich katten die de muis trachten te pakken.
Per hondenkoekje dat de speler neemt, heeft hij de mogelijkheid om de muis tijdelijk om te vormen tot een hond. De hond kan vervolgens de katten tijdelijk verjagen. Verder heeft het doolhof nog enkele deuren met een kleur (geel, rood of blauw). De speler heeft op zijn bedieningspaneel knoppen met een overeenkomstige kleur. Wanneer hij hier op drukt, zullen alle deuren met deze kleur van richting veranderen. Daardoor lopen de gangen van het doolhof anders. Zo kan de muis ontsnappen aan de katten of worden katten vastgezet in een doodlopende gang. Ten slotte is er een havik die regelmatig over het speelbord vliegt. De havik jaagt zowel op de muis als de hond. De havik kan worden verjaagd wanneer de speler de muis/hond leidt naar het IN-hokje in het midden van het speelveld. Daarbij wordt de hond/muis ook getransporteerd naar een van de hoeken van het speelveld. Op willekeurige plaatsen verschijnen extra voorwerpen die bonuspunten opleveren.
Wanneer alle kaasblokjes op het speelveld zijn opgegeten, gaat de speler naar de volgende ronde.
Het aantal levens is afhankelijk van de DIP-switches in de kast. Dit kan gaan van 2 tot en met 5 levens. Eenzelfde hangt af voor extra levens.

## Score
- Elk kaasblokje is 10 punten waard.
- Verjagen katten: 100, 300, 500, 700 en 900 voor alle volgende katten. De reeks start terug bij 100 zodra men het volgende hondenkoekje gebruikt.
- Bonuspunten: 1000 punten voor het eerste item uit de reeks, vermeerderd met 200 punten voor elk volgend item zodat het laatste item uit de reeks 7200 punten waard is. De items zijn in volgorde: kaasbol, paperclip, veiligheidsspeld, sleutel, appel, trofee, kaars, schaar, buigtang, bril, klok, fles, juweel, bugel, schroef, hamer, ring, lamp, naald, vork, vingerhoed, mes, cocktailglas, vis, peer, noot, dobbelsteen met cijfers, telefoon, dobbelsteen met letters, klosje naaigaren, theetas en een pistool.
- Na beëindiging van een level krijgt men 10.000 extra punten.

## Overeenkomsten en verschillen met Pac-Man

### Overeenkomsten
- Het speelveld is een doolhof.
- Pac-Man is in dit spel een muis.
- De spoken zijn in dit spel katten.
- De muntjes zijn in dit spel kaasblokjes.
- De grote witte pillen zijn in dit spel hondenkoekjes.

### Verschillen
- Er zijn 6 katten in plaats van 4 spoken.
- De muis wordt niet automatisch een hond na het eten van een hondenkoekje. Per hondenkoekje de speler heeft, kan hij zelf beslissen wanneer hij de muis omvormt. Daarnaast kan hij katten blijven uitschakelen zolang men hond is (Bij Pac-Man gaat het uitgeschakelde spook naar het midden van het veld en komt terug in zijn originele kleur zodat het geen tweede keer kan worden uitgeschakeld.)
- Het doolhof bevat deuren die men van richting kan laten veranderen zodat het parcours anders wordt.
- De havik is een extra vijand.
- In Pac-Man komt af en toe in bijna het midden van het scherm een bonusitem. Dit bonusitem verandert in elk level. In Mouse Trap verschijnt op een toevallig gekozen plaats een bonusvoorwerp. Als men het bonusvoorwerp pakt, verschijnt even later op een andere plaats het volgende bonusvoorwerp uit de reeks. De reeks herstart wanneer de speler een leven verliest of wanneer het laatste item uit de reeks werd getoond. Dit wil zeggen dat de reeks niet herstart bij elk nieuwe level.
- Indien de speler aan het einde van een level een hond is, zal hij als hond starten in de volgende ronde.

## Ports
Het spel werd later ook uitgebracht voor ColecoVision en Atari 2600 met ietwat andere regels.

### ColecoVision
De versie voor ColecoVision, uitgebracht in 1982, wijkt af op volgende punten:
- Er zijn 15 bonusprijzen in plaats van 32. Er is een limiet op het aantal prijzen per level.
- Er is een optie om de havik uit het spel te laten.
- Er worden andere geluidseffecten gebruikt.
- Elk kaasblokje is 90 punten waard.
- Uitschakelen van katten: 100, 300, 500, 700, 900 en 1100 punten vanaf de zesde kat.

### Atari 2600
De versie voor Atari 2600 wijkt af op volgende punten:
- De deuren hebben slechts 1 kleur en veranderen op commando allemaal.
- De havik is niet aanwezig.
- Er zijn maar drie katten in plaats van zes.
- Er zijn geen bonusitems.
- Kaasblokjes zijn 1 punt waard.
- Elke uitgeschakelde kat is goed voor 10 punten.
- Op het einde van de ronde krijgt men 100 punten.
- Per 500 gescoorde punten krijgt men een extra leven.